# Буллёзный пемфигоид
Буллёзный пемфигоид (пузырчатка неакантолитическая, буллёзный пемфигоид Левера) — хроническое воспалительное аутоиммунное заболевание кожи, характеризующееся появлением субэпидермальных пузырей в результате выработки IgG-аутоантител к компонентам полудесмосом. Заболевание впервые было описано в 1953 г. Левером.

## Эпидемиология
В Российской Федерации, по данным на 2014 год, заболеваемость составила 1,1 случая на 100 тыс. взрослого населения, а распространенность — 2,6 на 100 тыс. взрослого населения. В Европе буллёзный пемфигоид встречается в 6,6-7 случаях на 1 млн жителей. Заболевание встречается чаще, чем истинная акантолитическая пузырчатка. Мужчины и женщины болеют одинаково часто, обычно после 60 лет, но могут заболеть и дети. Среди людей в возрасте старше 80 лет заболеваемость БП достигает 15-33 случаев на 100 тыс. соответствующего населения в год.

## Этиология и патогенез
Точной теории возникновения данного заболевания нет. В настоящее время склоняются к вирусной теории возникновения буллезного пемфигоида. Буллёзный пемфигоид как паранеопластический процесс — явление нередкое, но наблюдается не у всех пациентов.
Основным триггерным механизмом для возникновении буллезного пемфигоида являются лекарственные препараты: производные пенициллина, ибупрофена, эналаприла, фуросемида, нейролептиков, пеницилламина. Однако, стоит отметить, что установить связь между буллезным пемфигоидом и их приемом удается не всегда.
Сегодня ведущей патогенетической теорией буллезного пемфигоида признана аутоиммунная. Она основывается на выработке антител класса IgG к трансмембранному антигену (буллёзный пемфигоидный антиген), ассоциированному с lamina lucida и гемидесмосомами базальных кератиноцитов. В свою очередь, аутоантитела способствуют разобщению эпидермоцитов с подлежащей базальной мембраной, что приводит к формированию субэпидермально локализующегося пузыря.

## Клиническая картина
Для клинической картины буллёзного пемфигоида характерно генерализованность, однако, бывают случаи, когда процесс остается локализованным. В 10-25 % случаях возможно поражение слизистых оболочек полости рта, другие слизистые оболочки вовлекаются очень редко. Первичным элементом при буллезном пемфигоиде является крупный пузырь полусферической формы, с плотной, гладкой, напряженной покрышкой, серозным или серозно-геморрагическим содержимым. Пузыри возникают на фоне эритемы. Пузырные высыпания появляются на любом участке кожного покрова, но преимущественно на сгибательных поверхностях. При вскрытии пузырей образуются обширные болезненные эрозивные поверхности.

## Диагностика
Гистологически буллёзный пемфигоид характеризуется субэпидермальными пузырями и воспалительным инфильтратом, состоящим преимущественно из эозинофилов, но может содержать также лимфоциты, гистиоциты и нейтрофилы.
Диагноз буллезного пемфигоида ставится на основании следующих клинических проявлений и результатов лабораторных исследований:
- пузырей и эрозий на эритематозном фоне;
- обнаружении субэпидермального пузыря при гистологическом исследовании;
- линейной фиксации IgG и C3 на базальной мембране при прямой РИФ;
- выявлении IgG в сыворотке крови при непрямой РИФ;
- отрицательном феномене Никольского.

## Дифференциальный диагноз
Дифференциальный диагноз рекомендуется проводить со следующими заболеваниями:
- пузырчаткой;
- герпетиформным дерматитом Дюринга;
- буллезной формой токсидермии.

## Лечение
Для лечения буллёзного пемфигоида наиболее эффективно применение системных ГКС в средних дозах — 40-80 мг/сут в преднизолоновом эквиваленте.
Наряду с системными ГКС применяются цитостатические препараты, в частности азатиоприн, циклофосфамид, метотрексат, хлорамбуцил. Монотерапия цитостатическими средствами неэффективна, поэтому их рекомендуется принимать в сочетании с системными ГКС при стероидной резистентности, а также для ускорения снижения суточной дозы системных ГКС.
В сочетании с системными ГКС применяют иммунодепрессанты (циклоспорин А, мофетил микофенолат), внутривенно — γ-глобулин, иммуноглобулин, плазмаферез.
При локализованных процессах применяют наружные ГКС.

## Прогноз
Прогноз при буллёзном пемфигоиде благоприятный. После начала курса системных ГКС у 75 % пациентов отмечается ремиссия длительностью от 2,5 до 6 лет. Сам процесс может сохранятся в течение 10 лет.